# 广藿香醇
广藿香醇（英语：Patchoulol或patchouli alcohol）是一种在广藿香中被发现的倍半萜醇，分子式为C15H26O。广藿香醇是重要的香水原料，其左旋异构体是产生广藿香气味的来源。广藿香醇可以用于全合成紫杉醇。

## 结构
广藿香醇最早于1869年由Gal分离，其分子式后来被Montgolfier确定为C15H26O。在初期的结构测定中，已经确定了分子中存在饱和的三环叔醇，经过研究Büchi及其同事提出了广藿香醇的推测结构1，并通过合成与天然广藿香醇对应的材料进行验证。
之后Dunitz和同事偶然间发现了一个矛盾的现象，他们对铬酸二广藿香酯进行X射线分析确定Cr-O-C键角时，发现测定的结构与1不一致。并且， 他们与Büchi一起提出了新的结构2，该差异被认为是在Büchi合成路线时，因为使用过氧酸处理广藿香烯而发生了意料之外的重排反应，这却意外地得到了广藿香醇的正确结构。